# Nicteri nan
El nicteri nan (Nycteris nana) és una espècie de ratpenat de la família dels nictèrids que es troba a Angola, Guinea Equatorial, Ghana, Kenya, Ruanda, el Sudan, Tanzània, Togo i Uganda.